# Romanzo greco

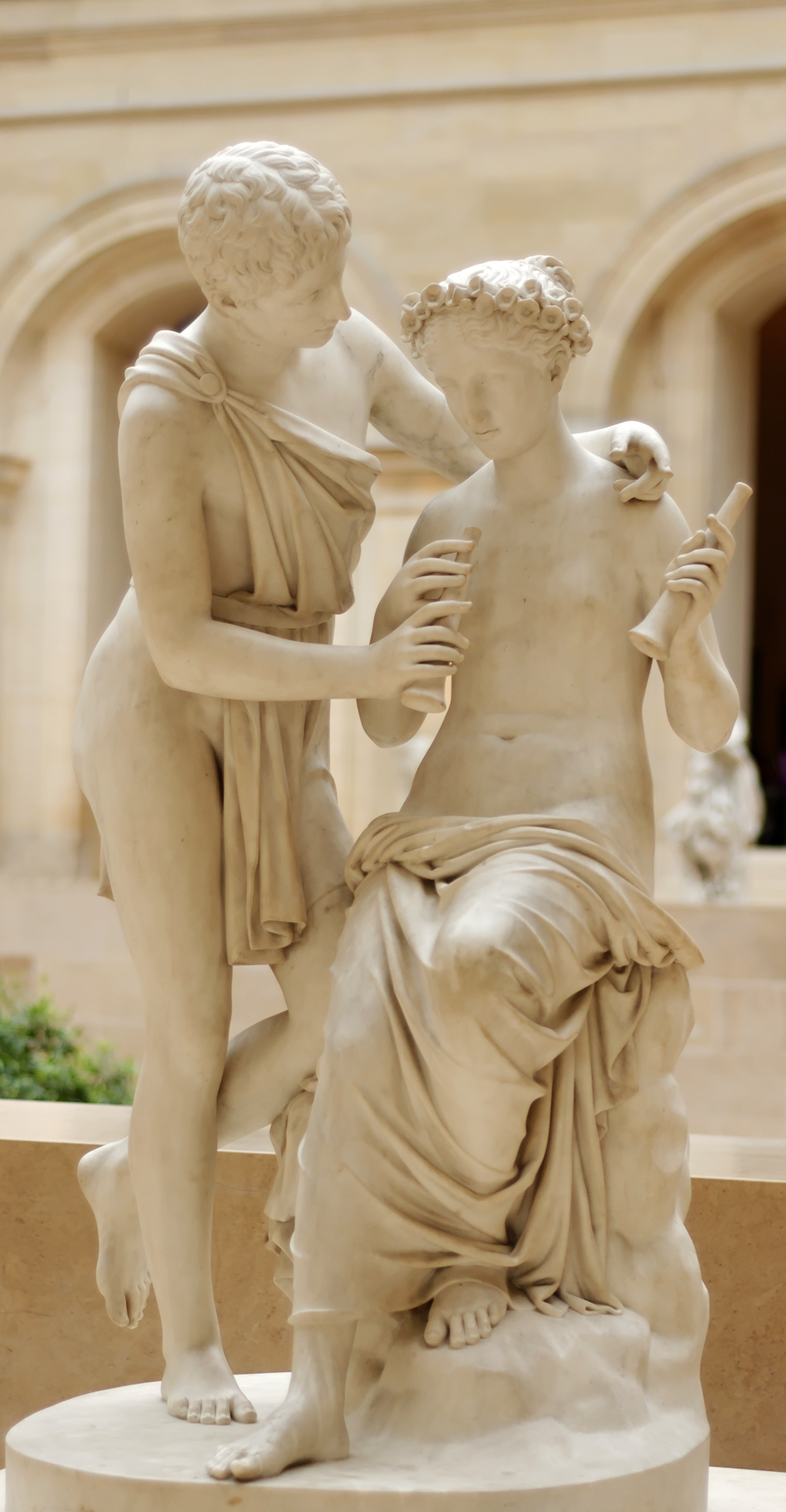
I pastori Dafni e Cloe in una statua di Jean-Pierre Cortot, conservata nel Museo del Louvre a Parigi.

Con la moderna definizione di romanzo greco si designa un gruppo di opere della letteratura greca antica.

## Terminologia
Gli antichi greci non avevano un termine preciso per indicare queste opere; le narrazioni "romanzesche" del mondo greco non attirarono mai l'attenzione degli eruditi e dei grammatici antichi. Questo "genere" rimase a lungo ai margini della cultura ufficiale, tanto che la critica se ne disinteressò completamente. Infatti esso non veniva nemmeno considerato genere letterario, ma una semplice lettura di svago.
È comunque invalsa l'abitudine di riferirsi ad essi con il termine "romanzo", per quanto anacronistico.

## Datazione
La più antica attestazione del genere è conservata in maniera frammentaria: si tratta del Romanzo di Nino e Semiramide, con la storia dell'amore giovanile del re assiro Nino per sua cugina Semiramide, scoperto nel 1893 a opera di Ulrich Wilcken su due esigui papiri berlinesi, e datato al I secolo a.C.
Da questo è possibile dedurre che il romanzo greco nacque in età ellenistica, quando la prosa, che fino allora era stata usata per l'informazione oggettiva, fu utilizzata anche per l'invenzione fantastica. L'ambientazione storica di alcuni romanzi indica che il punto di riferimento dei loro autori era la storiografia. In particolare questo genere dovette svilupparsi in connessione con i nuovi indirizzi assunti dalla storiografia in età ellenistica, con gli storici di Alessandro Magno che dettero ampio spazio all'elemento avventuroso, ai racconti di viaggio e al gusto per l'esotico. Rispetto alla storiografia il romanzo si rivolgeva ad un pubblico culturale meno elevato, presentandosi come letteratura d'intrattenimento e di consumo.

## Opere
I cinque romanzi greci conservati per intero in codici medievali appartengono tutti al periodo della letteratura greca imperiale.
- Cherea e Calliroe di Caritone di Afrodisia (risalente ad un periodo compreso tra il I secolo a.C. e la prima metà del II secolo d.C.);
- Leucippe e Clitofonte di Achille Tazio (II secolo);
- Racconti efesii su Abrocome e Anzia di Senofonte Efesio (II secolo);
- Gli amori pastorali di Dafni e Cloe di Longo Sofista (III secolo);
- Le Etiopiche, o Teagene e Cariclea, di Eliodoro di Emesa (III - IV secolo).

### Trame
I cinque romanzi conservati per intero sono storie d'amore, quasi tutti con uno schema fisso: due giovani si incontrano e si innamorano, ma la coppia viene separata ed è soggetta ad una serie di disavventure voluta dagli dèi o dalla Fortuna; alla fine, però, i due giovani si ricongiungono felicemente. Si possono notare numerose analogie con le trame della commedia nuova, ma i romanzi sono solitamente più complicati e avventurosi.
Lo sviluppo avventuroso del romanzo greco si adattava particolarmente ad un pubblico vasto, dai gusti semplici e un po' ingenui. Il romanzo infatti era un genere di ampio consumo che doveva rispondere alle attese di un pubblico che nella narrazione si aspettava di trovare alcuni elementi topici (incontro degli innamorati, viaggi, separazioni e l'immancabile lieto fine). Queste opere si possono considerare letteratura di evasione, ma allo stesso tempo fanno riferimento a situazioni e sentimenti comuni degli uomini e delle donne d'età ellenistica e romana, riuscendo così ad ottenere un notevole successo.
L'eroe del romanzo greco non ha una dimensione sociale, la sua è una storia personale e privata che riguarda gli individui e si rivolge agli individui. L'amore nel romanzo non è mai dramma e tantomeno tragedia: lo scioglimento è sempre felice perché il lettore esige il lieto fine.

### Altre opere
Accanto ai cinque romanzi d'amore, la letteratura greca coeva presenta testi accomunati dall'essere anch'essi testi di narrativa d'invenzione in prosa, benché di carattere assai diverso dai precedenti:
- la Storia vera di Luciano di Samosata e il Lucio o l'asino a lui attribuito; lo pseudo-Luciano, per quest'ultima opera, e il latino Apuleio, per il suo Asino d'oro, attinsero forse da un romanzo greco perduto del precedente Lucio di Patre (I-II secolo?);
- Le incredibili meraviglie al di là di Thule di Antonio Diogene e le Storie babilonesi di Giamblico: due opere per noi perdute, ma lette a Bisanzio ancora nel IX secolo, tanto che Fozio di Costantinopoli ne offre un riassunto nella sua Biblioteca;
- romanzi noti solo da ritrovamenti papiracei: Metioco e Partenope e le Storie fenicie di Publio Ordeonio Lolliano.

Vanno infine menzionati anche i tre romanzi superstiti della letteratura latina, ossia il Satyricon di Petronio, le Metamorfosi di Apuleio e l'anonima Storia di Apollonio re di Tiro.

## Caratteri letterari
Come già detto, il romanzo greco appartiene al genere della letteratura di largo consumo, ma questo non significa che fosse una letteratura di basso livello o senza ambizioni artistiche. Sono infatti presenti nei testi ritrovati esempi di ornamenti retorici, citazioni omeriche o riecheggiamenti di famose commedie. Questi racconti possono essere definiti "popolari" in quanto sono gli unici testi di età ellenistica e romana che rappresentano il modo di vivere della gente comune permettendoci di vedere, accanto ad invenzioni fantastiche, la vita reale degli uomini e delle donne del tempo.

### Romanzo e tragedia
Il teatro di Euripide è la grande madre di questo genere, soprattutto nel concetto di Tyche, diventato un nume importantissimo e superiore persino agli dei, che guida e influenza imperscrutabilmente le azioni umane. La grande differenza dalla tragedia è che gli eroi sofoclei, eschilei ed euripidei incarnano un'idea, un'essenza sociale, mentre i personaggi del romanzo greco sono comuni, privati. Per di più la tragedia propone un amore drammatico, mentre il romanzo greco è caratterizzato dal lieto fine.

### Romanzo e storiografia
Il romanzo greco ha molto in comune con la storiografia (soprattutto per l'ambientazione), in particolare quella nata intorno ad Alessandro Magno: dagli storici di Alessandro i romanzieri greci traggono l'amore per gli eventi fantastici e straordinari. Grande importanza rivestono l'esotico, il patetico e l'avventuroso. Caritone, ad esempio, ambienta il suo romanzo in numerosi luoghi di interesse storico, da Siracusa all'Impero achemenide. La differenza sta nel fatto che il romanzo fa parte della “letteratura d'intrattenimento”: è infatti un testo di largo consumo, per un pubblico di livello medio-alto (la diffusione del papiro permetteva un uso privato del libro).

## Fortuna
A Bisanzio i romanzi greci non cessarono mai di essere letti, apprezzati e imitati. Al contempo bisogna sottolineare come proprio la selezione bizantina (ma forse attuata già nell'Impero romano ormai cristiano del tardo antico) abbia determinato la conservazione solo dei cinque romanzi "canonici", con le loro vicende di amore contrastato e sempre puro, sancendo di fatto la perdita di altri romanzi probabilmente meno convenzionali, come le summenzionate Storie fenicie di Lolliano e Storie babilonesi di Giamblico.
Nel corso del '500 i cinque romanzi greci furono tradotti in latino e poi nelle altre lingue principali (italiano, francese, spagnolo etc.) dell'Europa occidentale, ove godettero di straordinaria fortuna (in particolare le due opere di Longo e di Eliodoro) fino al XIX secolo.

## Studi critici
Il primo ad interessarsi in maniera scientifica al romanzo greco è stato Erwin Rohde col suo saggio Il romanzo greco ed i suoi precursori (Der griechische Roman und seine Vorläufer, 1876) nel quale si concentra più che altro sulla ricerca di un genere di derivazione del romanzo piuttosto che ad uno studio dei contenuti in sé; Rohde infatti, come la maggior parte degli studiosi del suo tempo non nutre un particolare interesse per le tematiche e le vicende del romanzo greco ma, al contrario, lo stesso viene spesso relegato al rango di genere di minore interesse. La derivazione che lo studioso propone sarebbe quella dell'elegia amorosa alessandrina e del racconto di viaggio, mentre la cronologia che lui sostiene sarebbe quella della cosiddetta seconda sofistica, II-III secolo d.C.
Se per smentire la rigida cronologia suggerita da Rhode bastarono pochi anni, con il già citato rinvenimento (1893) del frammento papiraceo di Nino e Semiramide datato I secolo a.C., ne sono stati invece necessari molti di più per smantellare l'impostazione che faceva derivare il romanzo da un altro genere, tramite una specie di "derivazione biologica". Di volta in volta infatti gli studiosi, sulla falsariga della teoria di Rohde, cambiavano il genere di riferimento: le storiografie alessandrine, racconti popolari, esercizi nelle scuole di retorica, etc.
Lo studioso Ben Edwin Perry è stato il primo a rilevare l'impossibilità della ricerca basata su questo metodo di indagine. È preferibile considerare il romanzo come un genere dotato di una identità propria sebbene contenente suggestioni dall'intero mondo culturale greco: da Omero alla commedia nuova, da Apollonio Rodio al romanzo di Alessandro.

### La città: l'interpretazione di Hegel
Per Hegel il romanzo è un prodotto dell'urbanesimo ed è anche una guida pratica alla vita cittadina: «il romanzo vive per e nella città». L'ambientazione di fatto è la campagna, ma i protagonisti sono pastori puri che vivono in un loro microcosmo che è l'emanazione del macrocosmo urbano.

### Aspetti religiosi: le teorie di Kerényi e Merkelbach
Un aspetto interessante del romanzo greco è quello religioso: i personaggi dei romanzi non praticano i culti cittadini ma invocano le grandi divinità sovranazionali, come Iside e Tyche (la dea Fortuna). Questo perché la società dei regni ellenistici e dell'impero romano si è scardinata nei suoi fondamenti politici e religiosi. I personaggi dei romanzi esprimono la sensazione degli uomini del tempo, ovvero quella di non essere più in grado di dominare il proprio destino. Gli studiosi Károly Kerényi e Reinhold Merkelbach arrivarono a considerare tali romanzi come una sorta di "libri sacri". Sebbene l'influsso delle religioni misteriche, che danno al romanzo una delle sue specifiche connotazioni, fu rilevante, la maggior parte degli studiosi tende a non accettare questa teoria.